# Nozomi Hirojama
Nozomi Hirojama (* 6. květen 1977) je bývalý japonský fotbalista.

## Klubová kariéra
Hrával za JEF United Ichihara, Cerro Porteño, Sport Recife, Braga, Montpellier, Tokyo Verdy, Cerezo Osaka, Thespa Kusatsu, Richmond Kickers.

## Reprezentační kariéra
Nozomi Hirojama odehrál za japonský národní tým v roce 2001 celkem 2 reprezentační utkání.

## Statistiky
| Japonsko | Japonsko | Japonsko |
| Roky     | Záp.     | Góly     |
| -------- | -------- | -------- |
| 2001     | 2        | 0        |
| Celkem   | 2        | 0        |